# Пацієнти (фільм)
«Пацієнти» (фр. Patients) — французький трагікомедійний фільм 2017 року, поставлений Мехді Ідіром та Гран Кор Малядом за його автобіографічним романом. Стрічка була номінована в 4-х категоріях на здобуття французької національної кінопремії «Сезар» 2018 року. 

## Сюжет
Після серйозної травми, отриманої в басейні, Бен, тепер частково паралізований, прибуває в реабілітаційний центр. Там він знайомиться з іншими людьми з обмеженими можливостями (тетраплегія, параплегія, черепно-мозкова травма), жертвами дорожньо-транспортних пригод, а також інвалідами з раннього дитинства. Між безсиллям, відчаєм і покірністю, у щоденній боротьбі, щоб знову навчитися рухати пальцем або тримати виделку, деякі з пацієнтів потроху знаходять можливість рухатися, в той час як інші отримують вирок довічної інвалідності. Незважаючи ні на що, надія і дружба допомагають їм перенести всі труднощі.

## У ролях
| • Пабло Полі        | … | Бен                    |
| • Суф'ян Герраб     | … | Фарід                  |
| • Мусса Мансалі     | … | Туссен                 |
| • Нейя Арзун        | … | Самія                  |
| • Франк Фаліс       | … | Стів                   |
| • Яннік Реньє       | … | Франсуа, фізіотерапевт |
| • Джейсон Дивенджел | … | Ламін                  |
| • Рабах Наїт Уфелла | … | Едді                   |
| • Домінік Блан      | … | доктор Шалль           |
| • Елбан Іванов      | … | Жан-Марі               |

## Знімальна група
- Автори сценарію — Гран Кор Маляд, Фадетт Друар
- Режисери-постановники — Мехді Ідір, Гран Кор Маляд
- Продюсери — Ерік Альтмаєр, Ніколя Альтмаєр, Жан-Рашид
- Співпродюсери — Марк Лядре де Лашар'єр, Сідоні Дюма
- Оператор — Антуан Моно
- Композитор — Анжело Фолє
- Монтаж — Лор Гардетт
- Художник з костюмів — Клер Лаказе
- Підбір акторів — Давид Бертран

## Саундтрек
Оригінальну музику до фільму написав Анжело Фолє. Разом з тим альбом містить твори Гран Кор Маляда та Прелюдію №4 мі мінор Фридерика Шопена.
| Список треків | Список треків                                    | Список треків                | Список треків |
| #             | Назва                                            | Виконавець                   | Тривалість    |
| ------------- | ------------------------------------------------ | ---------------------------- | ------------- |
| 1.            | «Espoir adapté» (з фільму)                       | Гран Кор Маляд та Анна Кова  |               |
| 2.            | «Thème "Patients"»                               | Анжело Фолє                  |               |
| 3.            | «Intro thème "Tetraboxe"» (з фільму)             | Суф'ян Герраб                |               |
| 4.            | «Thème "Tetraboxe"»                              | Анжело Фолє                  |               |
| 5.            | «Intro "La vie elle nous fait envie"» (з фільму) | Нейя Арзун та Пабло Полі     |               |
| 6.            | «La vie, elle nous fait envie» (extrait du film) | Бенуа Симон                  |               |
| 7.            | «Prélude No. 4 en mi mineur» (Ф. Шопен)          | Леслі Бурден                 |               |
| 8.            | «Mental»                                         | Гран Кор Маляд               |               |
| 9.            | «Je dors sur mes 2 oreilles»                     | Гран Кор Маляд               |               |
| 10.           | «6e sens»                                        | Гран Кор Маляд               |               |
| 11.           | «J'ai oublié»                                    | Гран Кор Маляд               |               |
| 12.           | «Inch'Allah»                                     | Гран Кор Маляд, Реда Таліані |               |

## Нагороди та номінації
| Список нагород та номінацій | Список нагород та номінацій | Список нагород та номінацій    | Список нагород та номінацій    | Список нагород та номінацій | Список нагород та номінацій |
| Кінофестиваль/Кінопремія    | Рік                         | Категорія                      | Номінант(и)                    | Результат                   | Дж                          |
| --------------------------- | --------------------------- | ------------------------------ | ------------------------------ | --------------------------- | --------------------------- |
| Кінофестиваль у Кабурі      | 2017                        | Приз «Перше побачення»         | Суф'ян Герраб                  | Перемога                    |                             |
| Премія «Люм'єр»             | 5.02.2018                   | Найкращий дебютний фільм       | Пацієнти                       | Номінація                   | [ 5 ]                       |
| Премія «Люм'єр»             | 5.02.2018                   | Багатонадійний актор           | Пабло Полі                     | Номінація                   | [ 5 ]                       |
| Премія «Люм'єр»             | 5.02.2018                   | Найкраща музика до фільму      | Анжело Фолє                    | Номінація                   | [ 5 ]                       |
| Премія «Кришталевий глобус» | 12.02.2018                  | Найкращий фільм                | Пацієнти                       | Номінація                   |                             |
| Премія «Сезар»              | 2.03.2018                   | Найкращий фільм                | Пацієнти                       | Номінація                   | [ 3 ]                       |
| Премія «Сезар»              | 2.03.2018                   | Найперспективніший актор       | Пабло Полі                     | Номінація                   | [ 3 ]                       |
| Премія «Сезар»              | 2.03.2018                   | Найкращий адаптований сценарій | Гран Кор Маляд та Фадетт Друар | Номінація                   | [ 3 ]                       |
| Премія «Сезар»              | 2.03.2018                   | Найкращий дебютний фільм       | Пацієнти                       | Номінація                   | [ 3 ]                       |